# Muziekcafé
Muziekcafé is een Nederlands radioprogramma van de AVROTROS op de publieke radiozender NPO Radio 2.
Muziekcafé is een live radioprogramma dat sinds 21 mei 2011 vanuit podium De Vorstin te Hilversum wordt uitgezonden. Daarvoor werd het programma uitgezonden vanuit Studio Plantage in Amsterdam. De presentatie was tot en met 1 augustus 2020 in handen van Daniël Dekker. Vaste invallers waren Corné Klijn en Frank van 't Hof. Het programma is iedere zaterdagmiddag ( en vanaf 6 januari 2019 ook op de zondagmiddag) van 16:00 tot 18:00 uur te beluisteren. Live optredende, voornamelijk Nederlandse, artiesten staan centraal in dit programma. Iedere uitzending worden ook steeds vier artiesten geïnterviewd en vervolgens muziek live spelen. Op 25 december 2018 werd door NPO Radio 2 bekendgemaakt dat het programma vanaf 6 januari 2019 ook op de zondagmiddag tussen 16:00 en 18:00 uur wordt uitgezonden. Deze versie wordt gewoon vanuit de NPO Radio 2 studio's uitgezonden.
Op 11 september 2020 werd door NPO Radio 2 en AVROTROS bekendgemaakt dat Carolien Borgers vanaf 3 oktober 2020 de opvolgster wordt van Daniel Dekker. Ook zal het programma net als in het recente verleden uitsluitend op de zaterdagmiddag tussen 16:00 en 18:00 uur worden uitgezonden. De zondagmiddag uitzending komt met het invoeren van de nieuwe programmering per 3 oktober 2020 te vervallen.
Tussen 2002 en 2005 werd het programma gepresenteerd door Hadassah de Boer. Daniel Dekker verving eerst in 2005 Hadassah de Boer waarna hij tot oktober 2020 vaste presentator was.